# Cortes (Bergondo)
Cortes es una aldea española situada en la parroquia de Bergondo, del municipio de Bergondo, en la provincia de La Coruña, Galicia.

## Demografía
| Gráfica de evolución demográfica de Cortes entre 2000 y 2018 |
|                                                              |
| Población de derecho según el padrón municipal del INE       |